# Mail de Maubourg
Le Mail de Maubourg, ou Mail de Mau Bourg, est un sommet des Pyrénées françaises situé dans la Barousse dans les Hautes-Pyrénées en région Occitanie. Son altitude est de 746 mètres.

## Géographie
Le Mail de Maubourg est situé sur les communes de Bertren, d'Izaourt et d'Anla.

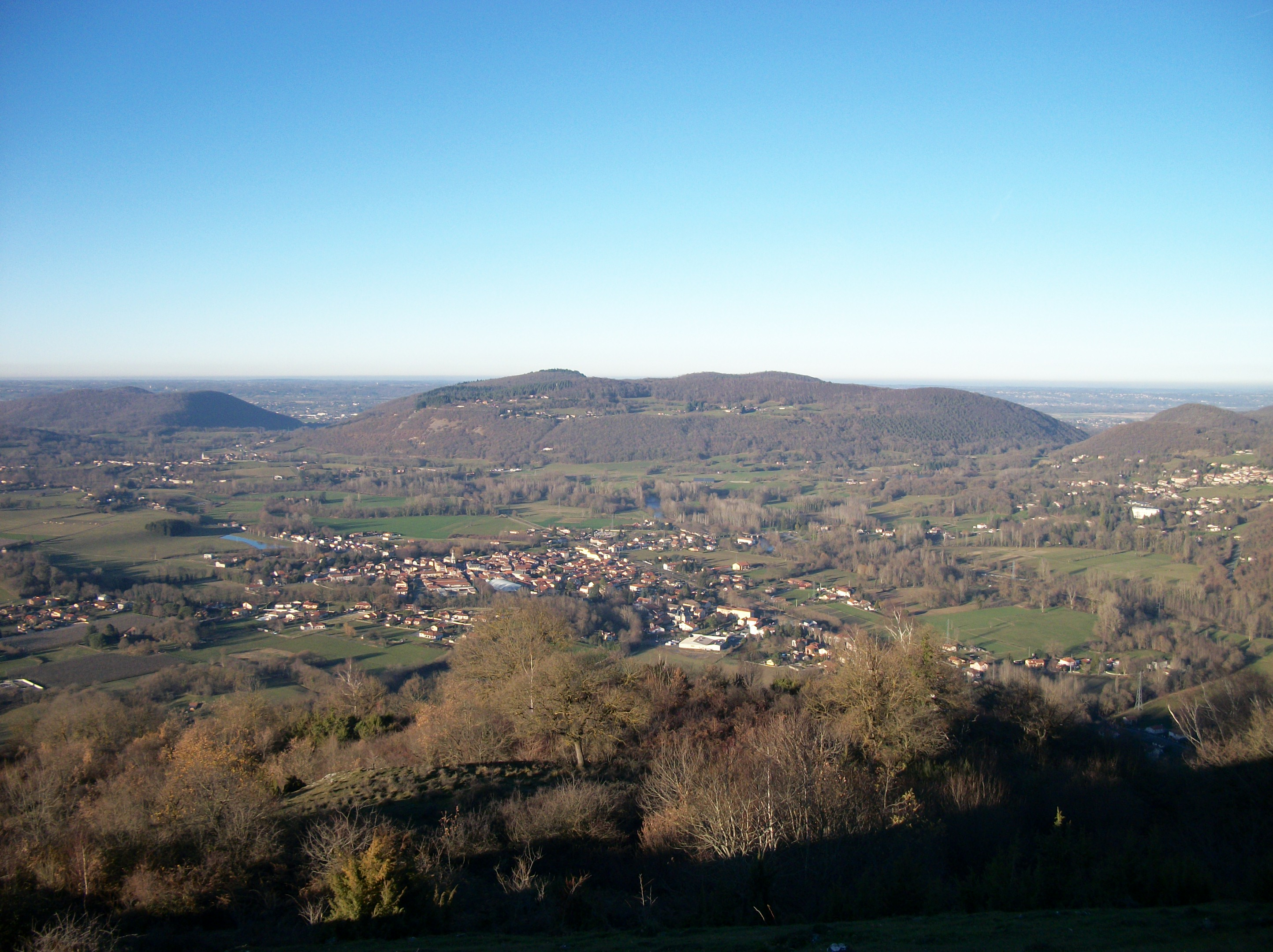
Vue de la ville de Loures-Barousse et des collines du piémont commingeois.
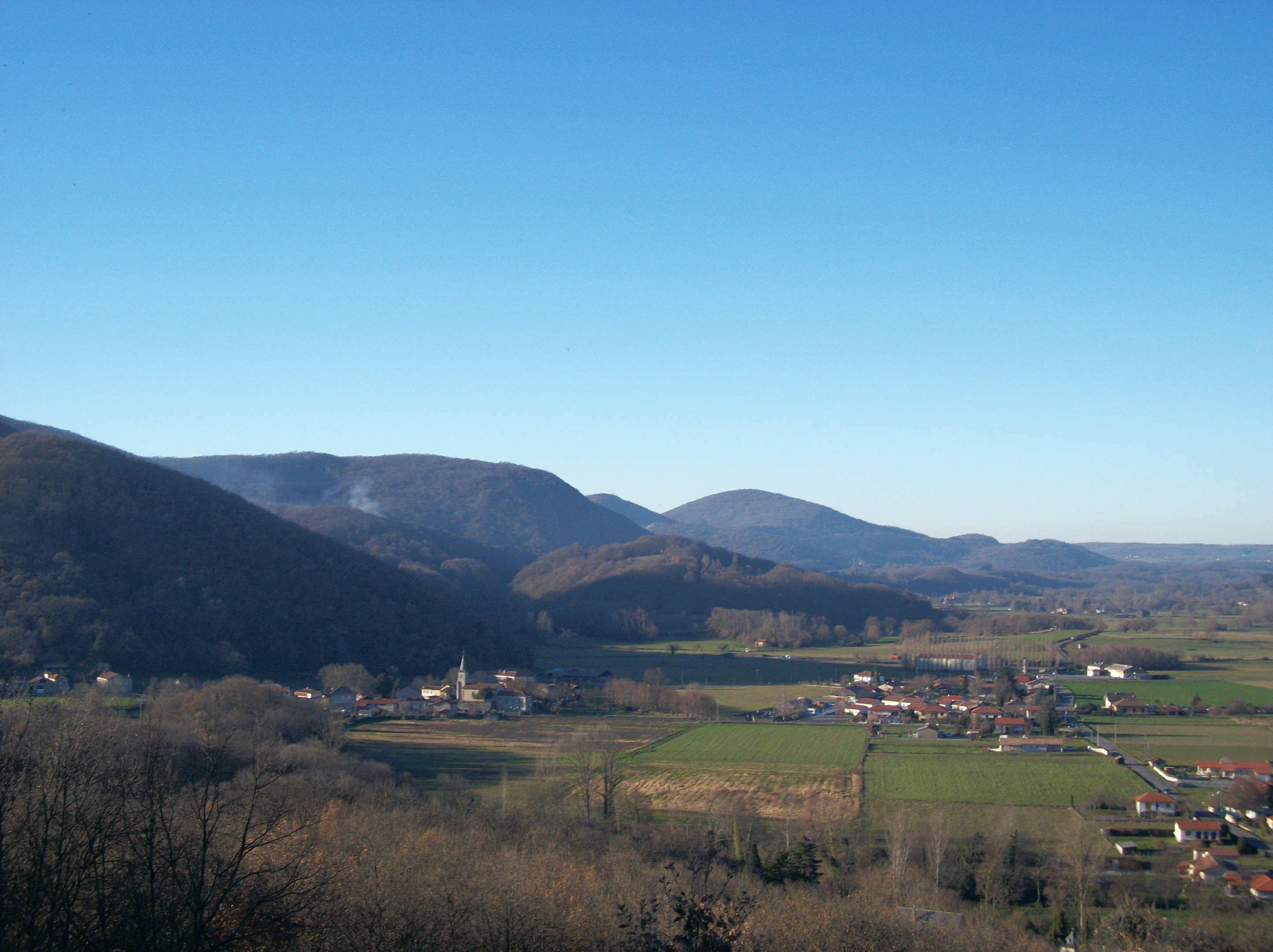
Vue du village de Sarp depuis l'ascension vers le Mail de Maubourg.
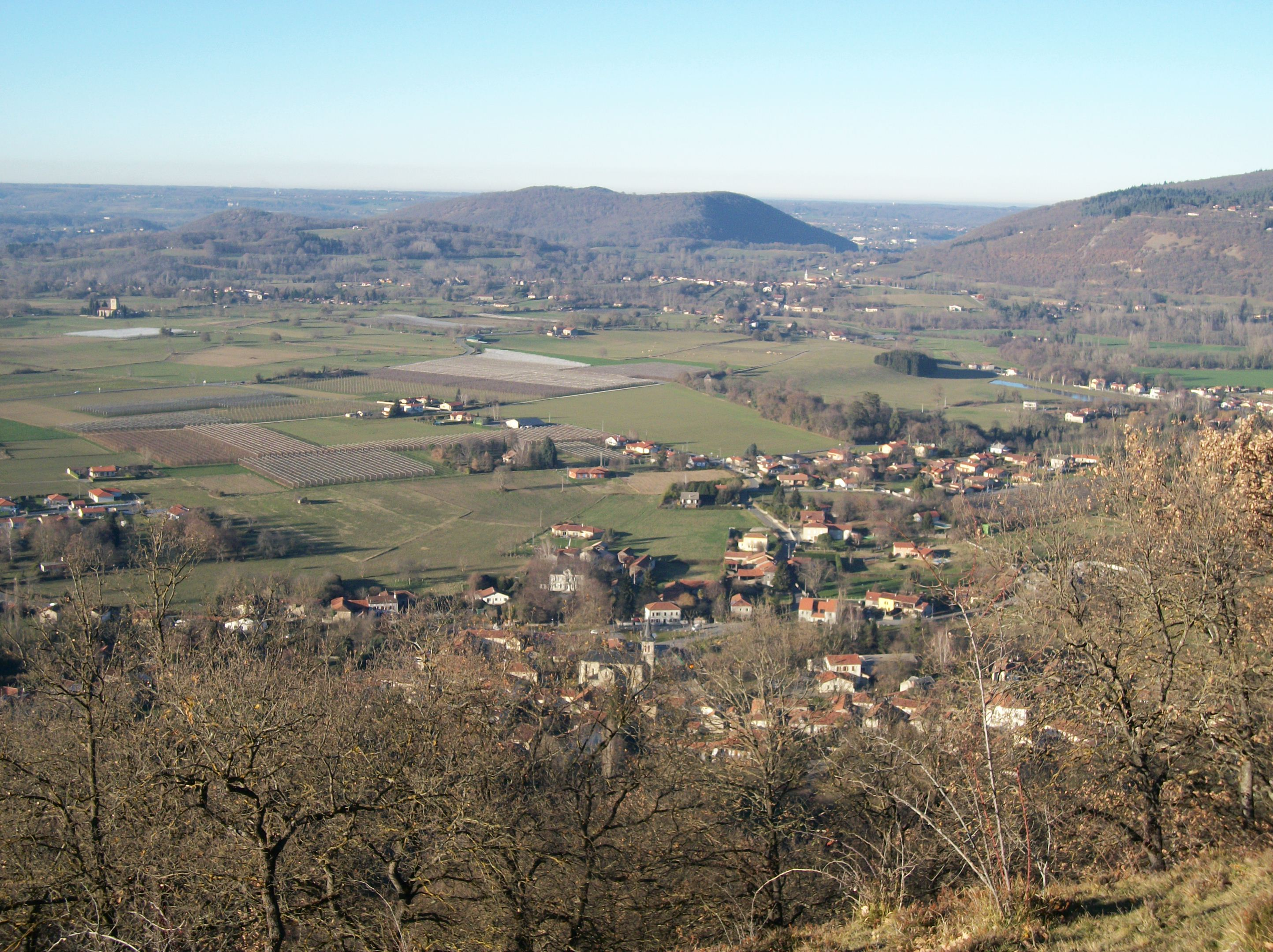
Vue du village d'Izaourt depuis l'ascension vers le Mail de Maubourg.
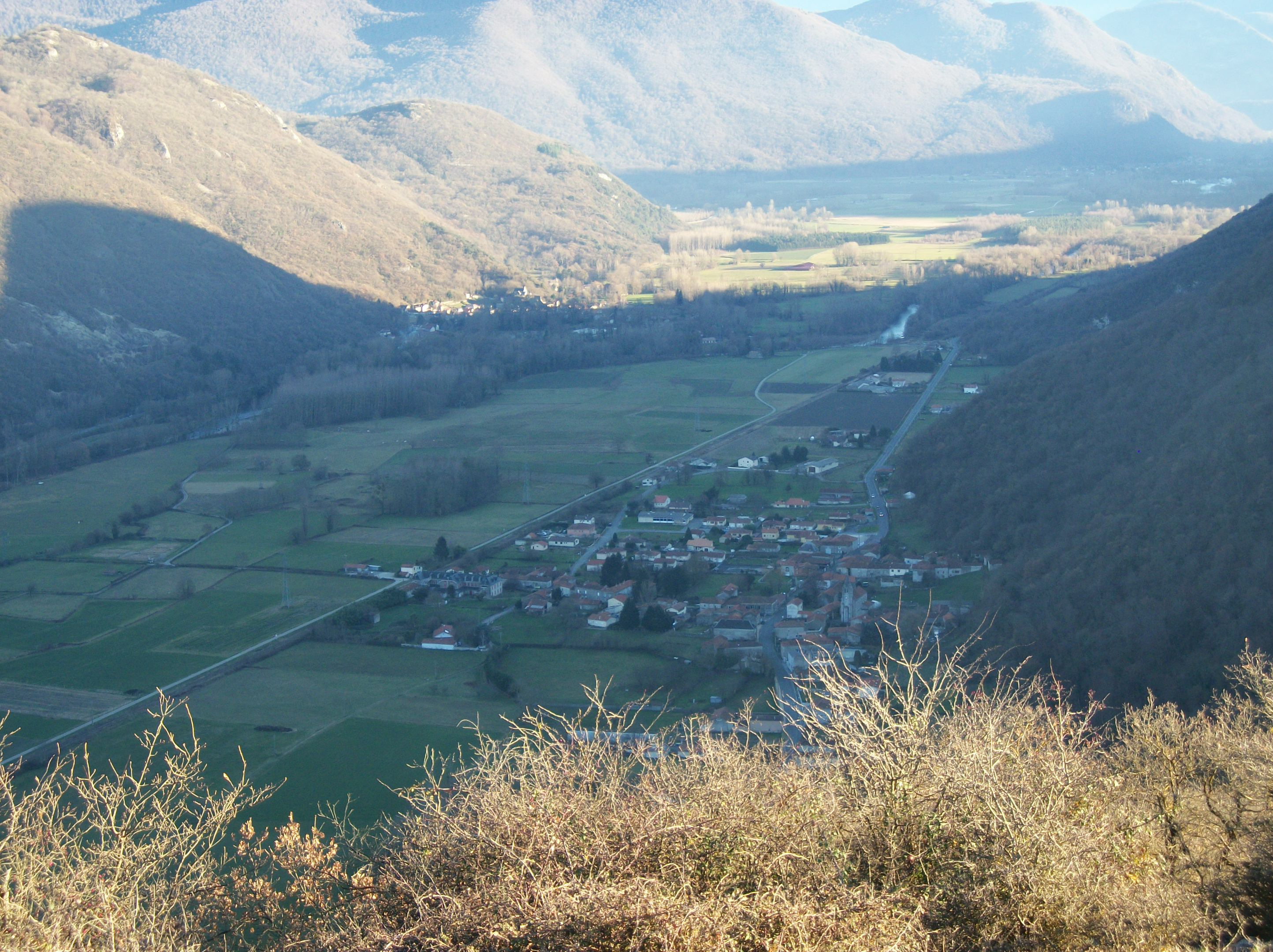
Vue du village de Bertren depuis le sommet.
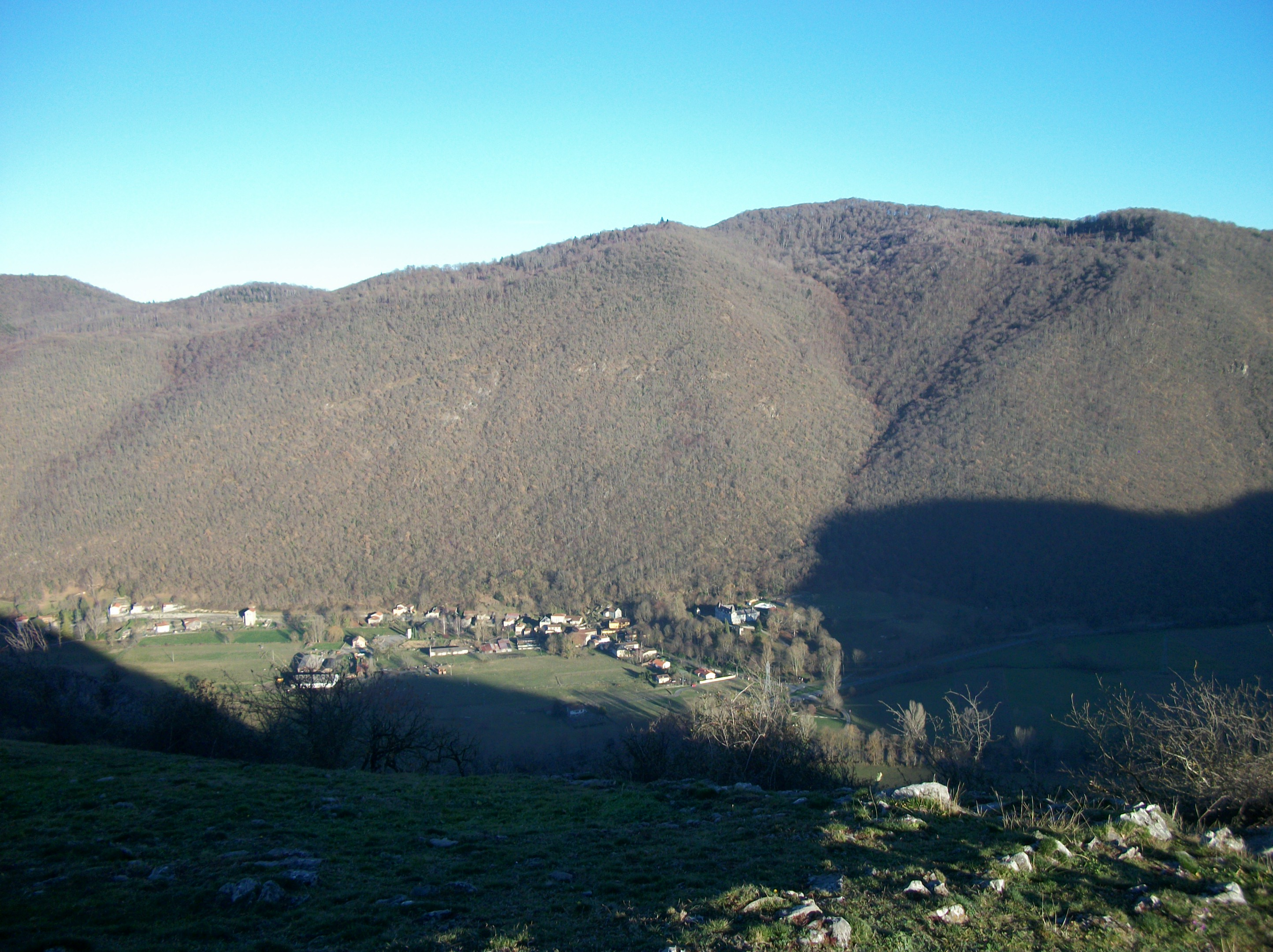
Vue du village de Luscan depuis le sommet.

## Histoire
La croix a été construite en 1943 par les habitants des villages alentour, l'idée étant venue de trois moines belges qui séjournaient à l'époque au couvent de Gembrie,.

## Randonnée
Le chemin le plus connu est au départ du village d'Izaourt, après l'église, prendre la route d'Anla à droite sur quelques centaines de mètres jusqu'à un petit lavoir situé sur la droite bordant un ruisseau, à cet endroit on peut voir un panneau indiquant le chemin vers la gauche sur un grand tilleul.

## Protection environnementale
Le Mail de Maubourg fait partie de la zone répertoriée en ZNIEFF de type 1 des « rochers calcaires et milieux associés du Mail de Maubourg à la montagne de Gert ».